# ياماشينا-كو
ياماشينا-كو (باليابانية: 山科区) هو حي في اليابان، يقع في كيوتو، بلغ عدد سكانه 134,260 نسمة وذلك حسب إحصائيات سنة 2018، تبلغ مساحته 28.78 كيلومتر مربع.